# Hypophthalmus edentatus
Hypophthalmus edentatus es una especie de pez de la familia Hypophthalmidae en el orden de los Siluriformes.

## Morfología
Los machos pueden llegar alcanzar los 57,5 cm de longitud total y 1300 g de peso.

## Alimentación
Come crustáceos  planctónicos (Cladoceras, copépodos y ostràcodes).

## Hábitat
Es un pez pelágico y de clima tropical.

## Distribución geográfica
Se encuentran en Sudamérica:  cuencas de los ríos  Amazonas y Orinoco, y ríos costeros de Guayana y Surinam.

## Uso comercial
Se comercializa fresco y salado.